# Astorre II Baglioni
Astorre II Baglioni (Perugia, 3 marzo 1526 – Famagosta, 4 agosto 1571) è stato un condottiero italiano, membro della nobile famiglia dei Baglioni. Figlio di Gentile I, signore di Perugia, e di Giulia Vitelli. Fratello di Adriano II, insieme al quale e al parente Giampaolo II ebbe il rango di conte di Spello e di Bettona (1559-1571).

## Biografia
Dedicò la sua vita alle imprese militari e alle azioni belliche. Soggiornò per brevi periodi a Perugia e nei palazzi baglioneschi, siti nella sua contea di Spello e di Bettona, dove vissero la moglie Ginevra e l'unico figlio Guido. Giampaolo II e Adriano II ebbero cura di amministrare il feudo.
Alla morte del padre, si recò prima a Tagliacozzo presso Ascanio I Colonna, poi a Città di Castello dove lo zio Alessandro Vitelli lo educò al mestiere delle armi.
Nel 1540, affiancò il Vitelli contro gli ottomani a Pest al comando di 300 fanti.
Nel mese di aprile del 1550, si imbarcò come venturiere su una fregata a Civitavecchia; seguì la flotta pontificia di Carlo Sforza di Santa Fiora sulle coste africane al fine di combattere il corsaro Dragut. Ad agosto si unì a Giordano Orsini nell'assedio di Afrodisio (Mahdia), difesa da Hisar Rais, nipote di Dragut. Durante le operazioni salvò la vita all'Orsini attaccato all'improvviso da alcuni berberi: si accampò con i Cavalieri gerosolimitani e partecipò all'assalto finale.
Sempre nel 1550 sposò Ginevra Salviati, appartenente all'insigne casata fiorentina, sorella del futuro cardinale Anton Maria Salviati.
Tra il 1556 e il 1558 passò al servizio di Venezia, partecipò al controllo delle opere di fortificazione della repubblica e venne nominato governatore di Verona, dove fondò l'Accademia dei Filotimi.
Nel marzo 1569 ricevette la carica di governatore di Nicosia a Cipro.

## L'assedio di Famagosta
Nel giugno del 1570 sistemò i bastioni di Cerines (Cipro) e di Famagosta, di cui sarà governatore, con la collaborazione del rettore della città Marcantonio Bragadin. Cercò di agire nello stesso modo a Nicosia, i cui lavori di rafforzamento procedevano, invece, a rilento. Radunò truppe per impedire lo sbarco ai turchi nei pressi di tale località; il luogotenente di Cipro Niccolò Dandolo si oppose alla decisione, per cui Astorre Baglioni, sdegnato, abbandonò la capitale e ritornò con il suo drappello a Famagosta. Dandolo lo richiamò, invano, a Nicosia.

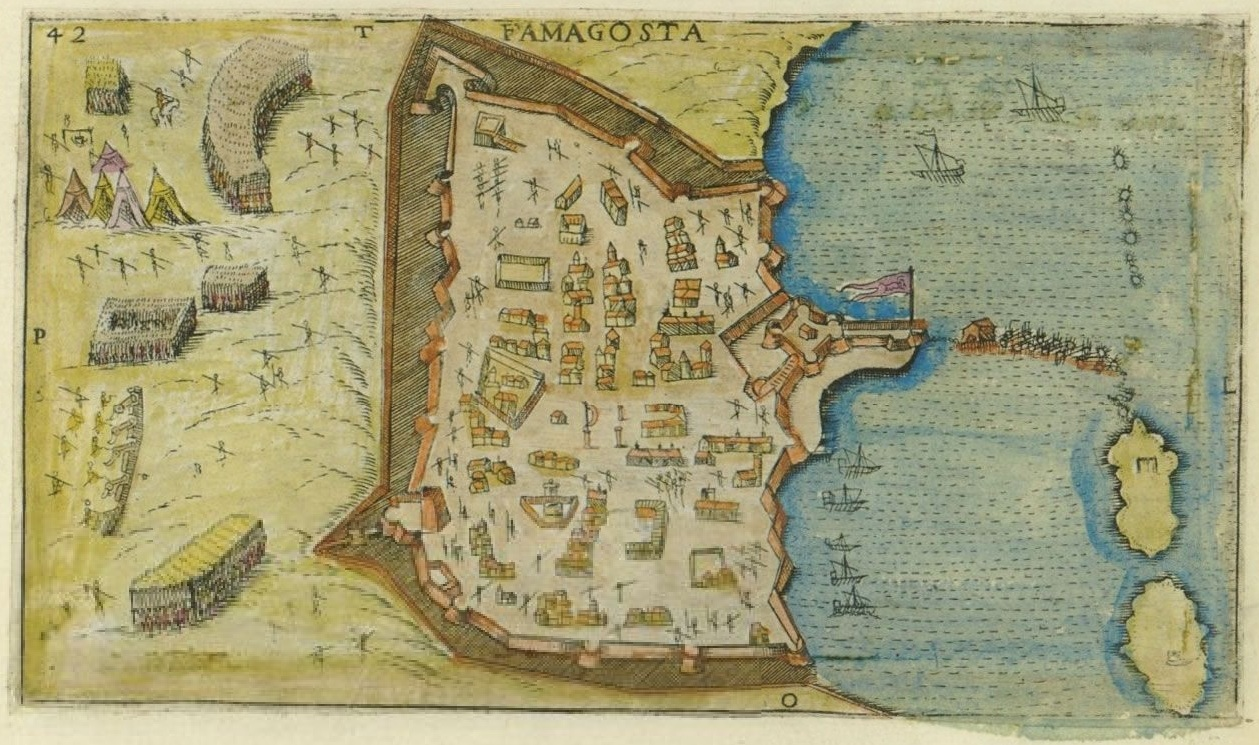
Famagosta alla fine del secolo XVI

Quando venne a conoscenza dello sbarco dei turchi alle Saline, nelle vicinanze di Nicosia, vi si diresse con 300 archibugieri a cavallo, 150 stradioti e alcuni capitani. Il collaterale conte di Rocas, mandato in precedenza in tale sito con 400 stradioti e 100 archibugieri italiani, non obbedì ai suoi ordini e fuggì a Famagosta. Astorre fu, pertanto, costretto a rientrare in questa città. Ne rafforzò le difese, vettovagliò le fortezze, fece avvelenare i pozzi d'acqua, tagliare le piante, bruciare i raccolti non trasportabili, abbattere tutte le case vicine, disarmare le navi inutilizzabili nel porto, ripristinò, infine, una ferrea disciplina. A fine mese uscì da Famagosta con diversi cavalli e sorprese 500 cavalieri turchi; assalì ancora i nemici con 600 fanti italiani, 600 greci e 200 cavalli, uccise 300 uomini ed incendiò un accampamento.
Nicosia cadde a settembre e Famagosta venne assediata da Mustafa Pascià, che pose il suo campo al casale Pomodano, a tre miglia dalla città. I turchi condussero da questo momento in poi ventisei assalti. Fu intimata la resa dagli avversari mediante la consegna della testa di Niccolò Dandolo, portata in un bacile di stagno. Astorre Baglioni incominciò con il respingere un buon numero di cavalli e, a fine mese, operò una nuova sortita con 2 000 uomini appoggiati dalla cavalleria.
Ebbe a disposizione per la difesa di Famagosta 90 pezzi di artiglieria, 6 000 fanti (2 000 italiani e 4 000 greci) e 200 cavalli; ricevette in rinforzo, per mezzo della flotta del provveditore Marco Querini, 1 700 fanti italiani e 150 cavalli (in totale circa 8 050 uomini, ossia meno di uno ogni 27 invasori turchi).
Nel mese di febbraio 1571 l'armata navale veneziana abbandonò il porto di Famagosta per non rimanere bloccata dalla imponente flotta ottomana in avvicinamento; Astorre Baglioni ne approfittò per far credere al nemico che la città fosse priva di difensori. I turchi si avvicinarono e furono presi di infilata dagli archibugieri e dai bombardieri, nonché caricati dalla cavalleria (2 500 morti).
A metà del mese di marzo venne organizzato un primo assalto generale: l'esercito nemico disponeva di 113 pezzi di artiglieria, 3 000 cavalli, 193 000 fanti e 40 000 guastatori (in totale circa 233 000 uomini). Il Baglioni fece mettere una mina sotto il monte degli ebrei che provocò numerosi morti vicino alle trincee, fece avvelenare i pozzi vicini e riempì di triboli (tavolette con quattro chiodi) tutto il terreno che andava dalle mura a trecento passi. In Famagosta trasferì il suo alloggio nel bastione di Santa Nappa, da dove mise a punto il tiro delle artiglierie. In dieci giorni di scontri rimasero sul terreno almeno 30 000 turchi, fra soldati e guastatori.
Nel mese di giugno respinse sei ondate di un secondo assalto generale, durato cinque ore, dopo che gli avversari diedero fuoco ad una potente mina di fronte alla mezza luna dell'arsenale. Cercò di riparare i danni; dopo alcune settimane i turchi fecero brillare un'altra mina davanti al rivellino. Anche la successiva aggressione venne respinta.
Il mese di luglio i turchi condussero un terzo assalto generale al rivellino, alla torre di Santa Nappa, a quella dell'Andruzzi, alla Cortina ed al torrione dell'arsenale. Astorre Baglioni fece abbandonare ai suoi il rivellino: Alvise Martinengo vi fece brillare una mina, in cui rimasero uccisi 100 veneziani e 1 500 turchi. Il condottiero si unì con i fanti italiani, albanesi e greci e respinse ancora una volta gli avversari. A metà mese Mustafa Pascià fece costruire una grande trincea ed ordinò il quarto attacco. Astorre Baglioni effettuò una sortita con il Martinengo, dopo di che fece scoppiare una mina nel fianco sinistro del rivellino, in cui restarono sepolti sotto le macerie 700 turchi. Alcuni giorni ancora e vi fu il quarto assalto generale, preceduto dallo scoppio di cinque mine intorno ai fianchi del cavaliere di Limissol e di un'altra sotto la piazza della mezzaluna dell'arsenale. I veneziani subirono forti perdite; gli attaccanti furono respinti; la popolazione civile fece pressione perché gli uomini della Serenissima chiedessero la resa per la mancanza di vettovaglie e perché cominciava a scarseggiare anche l'acqua. Astorre Baglioni venne contattato da un rinnegato, latore di un messaggio del capitano avversario; non accettò la proposta onorevole che prevedeva la capitolazione con l'onore delle armi. Il giorno dopo Mustafa Pascià sferrò il quinto assalto generale, che venne parimenti rigettato. Alla difesa di Famagosta non rimasero che 500 fanti italiani, dei quali molti feriti: tutti, in ogni caso, erano stanchi per la tensione e per il lavoro cui si sottoponevano e deboli per la carenza di generi alimentari. L'ultimo giorno del mese i nobili ciprioti obbligarono i veneziani a chiedere la resa.
Il 1º agosto 1571,, dopo 157 giorni di resistenza, i turchi accettarono la resa dei difensori. Essa prevedeva il rilascio di un salvacondotto fino a Candia per i fanti italiani. I veneziani contarono settemila caduti (sugli ottomila effettivi); furono sparati d'ambo le parti 150 000 colpi di cannone. Fra i turchi si contarono 50 000 morti. Astorre Baglioni, scortato da 300 uomini, consegnò le chiavi della città assieme a Marcantonio Bragadin, il Martinengo ed altri capitani. Il 4 agosto i veneziani vennero fatti entrare disarmati nella tenda di Mustafa Pascià. Questi li ricevette con cortesia, per poi adirarsi con il pretesto che il Bragadin aveva fatto uccidere alcuni ottomani durante una tregua. I veneziani furono catturati e condotti fuori del padiglione, dove vennero trucidati. Astorre Baglioni fu decapitato a causa delle sue proteste per non aver rispettato i termini della capitolazione. La sua testa venne conficcata su un'alabarda ed esposta per tre giorni. Anche i circa 500 italiani rimasti furono uccisi o venduti come schiavi. Famagosta venne saccheggiata e fatta oggetto di stragi e violenze.

Impresa di Astorre Baglioni

## Discendenza
Da Ginevra di Lorenzo di Jacopo Salviati (1531 - 14 febbraio 1614) ebbe un unico figlio:
- Guido (1565 - 1583), cui la Repubblica di Venezia, per riconoscenza nei confronti del padre, assegnò cento cavalli e una pensione di cento scudi all'anno, finché non morì, in giovane età, nelle Fiandre; sposò nel 1582 Margherita Santacroce, dalla quale ebbe un unico figlio[11]:
  - Astorre III, che morì in tenera età e fu l'ultimo rappresentante di questo ramo della famiglia Baglioni.